# Mesdoun
Mesdoun est un quartier de la ville de Brest en France, situé dans l'ancienne commune de Saint-Pierre-Quilbignon. Ce quartier, à proximité de la base navale de Brest, accueille la plupart des familles dont les parents travaillent dans la Marine Nationale[réf. nécessaire].
C'est également le nom d'un arrêt de bus du réseau Bibus de Brest desservi par les lignes 6 et 17
Le site de Mesdoun accueille notamment le Centre d'Instruction Naval (CIN) de la Marine nationale.